# Накба
Накба (араб. النكبة, трансліт. an-Nakbah, дос. «лихо, катастрофа»), також відома як Палестинська катастрофа, — це знищення палестинського народу й батьківщини в 1948 році та остаточне переміщення більшості палестинських арабів. Термін використовується для опису як подій 1948 року, так і чинної окупації палестинців на Палестинських територіях (окупований Західний берег і Сектор Газа), а також їх переслідування й переміщення на палестинських територіях і в таборах палестинських біженців по всьому регіону.
Основоположні події Накби відбулися під час і незабаром після Палестинської війни 1948 року на 78 % підмандатної Палестини, яка була оголошена Ізраїлем, вигнання та втеча 700 000 палестинців, пов'язане з цим зменшення населення та знищення понад 500 палестинських сіл сіоністськими ополченцями та наступне географічне стирання згадок про вигнанців, відмова палестинцям у праві на повернення, поява постійних палестинських біженців і «руйнування палестинського суспільства». З тих пір деякі історики описують вигнання палестинців як етнічну чистку.
У 1998 році Ясір Арафат запропонував, щоби палестинці відзначали 50-річчя Накби, проголосивши 15 травня, наступного дня після здобуття Ізраїлем незалежності в 1948 році, Днем Накби, формалізувавши дату, яка неофіційно використовувалася ще в 1949 році.
Накба значно вплинула на палестинську культуру і є основоположним символом палестинської ідентичності разом із «хандалою», куфією та символічним ключем. Про Накбу написано незліченні книги, пісні та вірші. Палестинський поет Махмуд Дервіш описав Накбу як «розширене сьогодення, яке триватиме в майбутньому».

## Складові частини
Накба охоплює вимушену міґрацію, позбавлення власності, відсутність громадянства й розкол палестинського суспільства.

### Вимушена міґрація
Упродовж Палестинської війни 1947—1949 рр. приблизно 700 000 палестинців утекли або були вигнані, що становило близько 80 % палестинських арабів, що мешкали на території, що стала Ізраїлем. Майже половина цієї цифри (приблизно 250 000—300 000 палестинців) утекли або були вигнані напередодні Декларації незалежності Ізраїлю в травні 1948 року, , який був названий казусом беллі для вторгнення Арабської ліги до країни, що призвело до арабо-ізраїльської війни 1948 року. У післявоєнний період велика кількість палестинців намагалися повернутися до своїх домівок; від 2700 до 5000 палестинців було вбито Ізраїлем протягом цього періоду, переважна більшість з них були беззбройними та мали намір повернутися з економічних чи соціальних причин. Відтоді вигнання палестинців деякі історики називають етнічною чисткою.
У той же час значна частина тих палестинців, які залишилися в Ізраїлі, стали внутрішньо переміщеними особами. У 1950 році UNRWA підрахувало, що 46 000 із 156 000 палестинців, які залишилися в межах кордонів, демаркованих як Ізраїль згідно з Угодами про перемир'я 1949 року, були внутрішньо переміщеними біженцями. Сьогодні близько 274 000 арабських громадян Ізраїлю — або кожен четвертий в Ізраїлі — є внутрішньо переміщеними особами внаслідок подій 1948 року.

### Виселення й стирання пам'яті
План поділу ООН 1947 року передбачав 56 % території Палестини для майбутньої єврейської держави, тоді як палестинська більшість, 66 %, мала отримати 44 % території. 80 % землі в запланованій єврейській державі вже належало палестинцям, 11 % мали єврейський титул. До, під час і після війни 1947—1949 років сотні палестинських міст і сіл були обезлюднені й зруйновані. Географічні назви по всій країні були стерті та замінені єврейськими назвами, іноді похідними від історичної палестинської номенклатури, а іноді новими винаходами. Численні неєврейські історичні об'єкти були знищені не лише під час воєн, а й упродовж кількох десятиліть. Наприклад, понад 80 % палестинських сільських мечетей було зруйновано, а артефакти вилучено з музеїв та архівів.
В Ізраїлі було прийнято низку законів для легалізації експропріації палестинських земель.

### Бездержавність і денаціоналізація
Обездержавлення палестинців є центральним компонентом Накби і продовжує бути характерною рисою палестинського національного життя до наших днів. Усі араби-палестинці відразу стали особами без громадянства в результаті Накби, хоча деякі прийняли інші національності.  Після 1948 року палестинці перестали бути просто палестинцями, натомість стали або ізраїльсько-палестинцями, палестинцями БАПОР, палестинцями Західного берега річки Йордан і палестинцями Гази, на додаток до ширшої палестинської діаспори, яка змогла отримати дозвіл на проживання за межами історичної Палестини і в таборах для біженців.
Перший Ізраїльський закон про громадянство, прийнятий 14 липня 1952 року, денаціоналізував палестинців, зробивши колишнє палестинське громадянство «позбавленим суті», «незадовільним і невідповідним ситуації після створення Ізраїлю».

### Розкол суспільства
Накба стала першопричиною появи палестинської діаспори; в той же час, коли Ізраїль був створений як батьківщина для євреїв, палестинці були перетворені на «націю біженців» з «ідентичністю блукачів». Сьогодні більшість із 13,7 мільйонів палестинців живуть у діаспорі, тобто за межами історичної території підмандатної Палестини, переважно в інших країнах арабського світу. З 6,2 мільйона осіб, зареєстрованих спеціальним агентством ООН у справах палестинських біженців, UNRWA, близько 40 % живуть на Західному березі річки Йордан і в Газі, а 60 % — у діаспорі. Велика кількість цих біженців з діаспори не інтегровані в приймаючі країни, про що свідчить постійна напруженість між палестинцями в Лівані або втеча палестинців з Кувейту в 1990-91 роках.
Ці фактори призвели до формування палестинської ідентичності «страждання», у той час як детериторіалізація палестинців стала фактором об'єднання і координації у прагненні повернутися на втрачену батьківщину.